# 多田公煕
多田 公煕（ただ こうき、1923年〈大正12年〉3月18日 - 2019年〈平成31年〉3月13日）は、日本の実業家。元中国電力代表取締役社長、元中国経済連合会会長。

## 人物
山口県生まれ。旧制山口中学、旧制山口高等学校を経て、1947年（昭和22年）九州帝国大学法文学部卒業、同年中国配電入社。
1977年（昭和52年）中国電力株式会社取締役総合企画室第一企画室長、1979年（昭和54年）中国電力株式会社常務取締役、1981年（昭和56年）中国電力株式会社取締役副社長、1989年（平成元年）中国電力株式会社代表取締役社長、1995年（平成7年）中国電力株式会社代表取締役会長、同年中国経済連合会会長、2001年（平成13年）中国電力株式会社相談役。
この他広島県体育協会会長、中国生産性本部会長、財団法人中国技術振興センター理事長、財団法人中国産業活性化センター会長、社団法人中国地方総合研究センター会長、日本電気協会会長等も歴任した。
1999年（平成11年）勲一等瑞宝章受賞。